# 1562 w literaturze
Wydarzenia literackie w 1562 roku.

## Nowe książki
- polskie
  - Stanisław Hozjusz – Księgi o jasnym a szczyrym Słowie Bożym

## Nowe poezje
- polskie
  - Jan Kochanowski – Zuzanna
  - Mikołaj Rej – Źwierzyniec